# Consorzio recupero vetro
Il Consorzio recupero vetro, spesso abbreviato in Co.Re.Ve., è il consorzio nazionale per la raccolta, il riciclaggio e il recupero dei rifiuti di imballaggio in vetro prodotti sul territorio nazionale. È stato istituito nel 1997 in ottemperanza al d.lgs. 22/97, successivamente sostituito dal d.lgs. 152/06. Il consorzio riunisce i produttori e gli importatori di imballaggi in vetro, nonché gli imbottigliatori e i grossisti. Fa parte del sistema Conai.